# Kit Kittredge, journaliste en herbe
Pour plus de détails, voir Fiche technique et Distribution.
Kit Kittredge, journaliste en herbe (Kit Kittredge: An American Girl) est un film américain réalisé par Patricia Rozema, sorti en 2008. Il s'agit du premier film basé sur la ligne de poupées American Girl.

## Synopsis
En 1934 à Cincinnati, Kit Kittredge s'invente des histoires. Avec deux amis, elle décide d'enquêter sur une série de vols.

## Fiche technique
- Titre : Kit Kittredge, journaliste en herbe
- Titre original : Kit Kittredge: An American Girl
- Autre titre : Kit Kittredge: An American Girl Mystery
- Réalisation : Patricia Rozema
- Scénario : Ann Peacock d'après les histoires de Valerie Tripp pour American Girl
- Musique : Joseph Vitarelli
- Photographie : David Boyd
- Montage : Julie Rogers
- Production : Ellen L. Brothers, Lisa Roberts Gillan, Elaine Goldsmith-Thomas et Julie Goldstein
- Production déléguée : Marisa Yeres Gill et Julia Roberts
- Société de production : Picturehouse, New Line Cinema, HBO Films, American Girl Brands, Front Street Films, Goldsmith-Thomas Productions et Red Om Films
- Société de distribution : New Line Cinema (États-Unis)
- Pays :  États-Unis et  Canada
- Genre : Comédie dramatique et historique
- Durée : 101 minutes
- Dates de sortie : 
  -  États-Unis : 2 juillet 2008

## Distribution
- Abigail Breslin : Kit Kittredge
- Julia Ormond : Margaret Kittredge
- Chris O'Donnell : Jack Kittredge
- Jane Krakowski : Miss Dooley
- Wallace Shawn : M. Gibson
- Max Thieriot : Will Shepherd
- Willow Smith : Countee
- Glenne Headly : Mme. Howard
- Zach Mills : Stirling Howard
- Kenneth Welsh : oncle Hendrick
- Madison Davenport : Ruthie Smithens
- Joan Cusack : Mlle. Bond
- Stanley Tucci : Jefferson Berk
- Dylan Smith : Frederich
- Douglas Nyback : Billy
- Colin Mochrie : M. Pennington
- Austin MacDonald : Roger
- Brieanne Jansen : Frances Stone
- Erin Hilgartner : Florence Stone
- John Healy : M. Stone
- Colette Kendall : Mme. Stone

## Accueil
Le film a reçu un accueil favorable de la critique. Il obtient un score moyen de 63 % sur Metacritic.